# Miguel Moya Ojanguren
Miguel Moya Ojanguren (Madrid, 1856-Sant Sebastià, 1920) va ser un periodista i polític espanyol, director d'El Liberal i president, posteriorment, de la Societat Editorial d'Espanya, que va ser diverses vegades diputat, a més de senador, a les Corts de la Restauració.

## Biografia

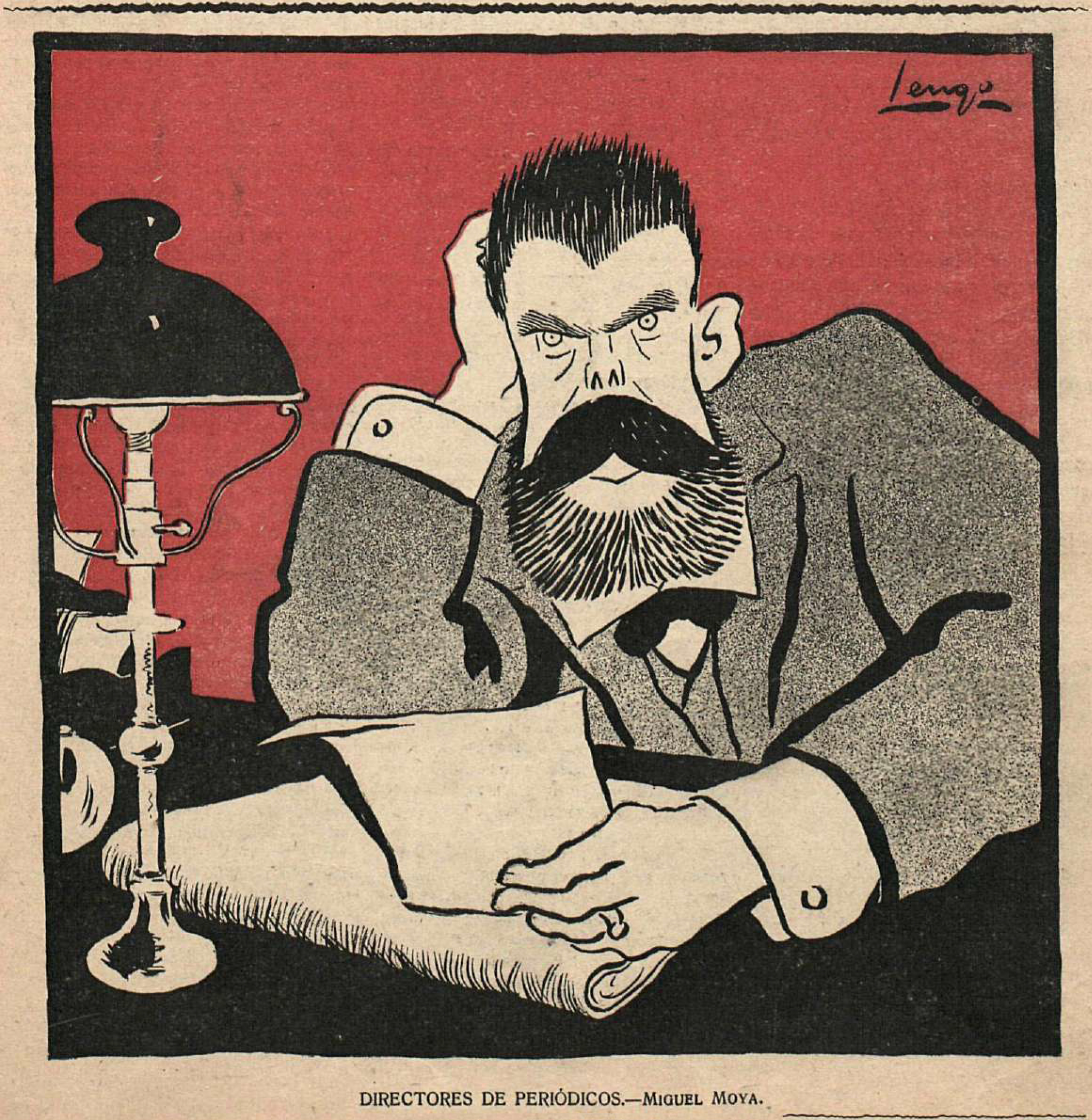
Caricatura de Moya, obra de Lengo, publicada a Alma Española (1904).

Va néixer a Madrid el 30 de maig de 1856, al carrer del Salitre. Al llarg de la seva trajectòria professional va ocupar diferents càrrecs de diverses publicacions de premsa. Va ser director d'El Comercio Español entre 1877-1887, director de La Ilustración Hispano-Portuguesa el 1886, redactor de La Democracia i La América, entre 1879 i 1882, i director d'El Liberal, des de 1890 fins 1906.

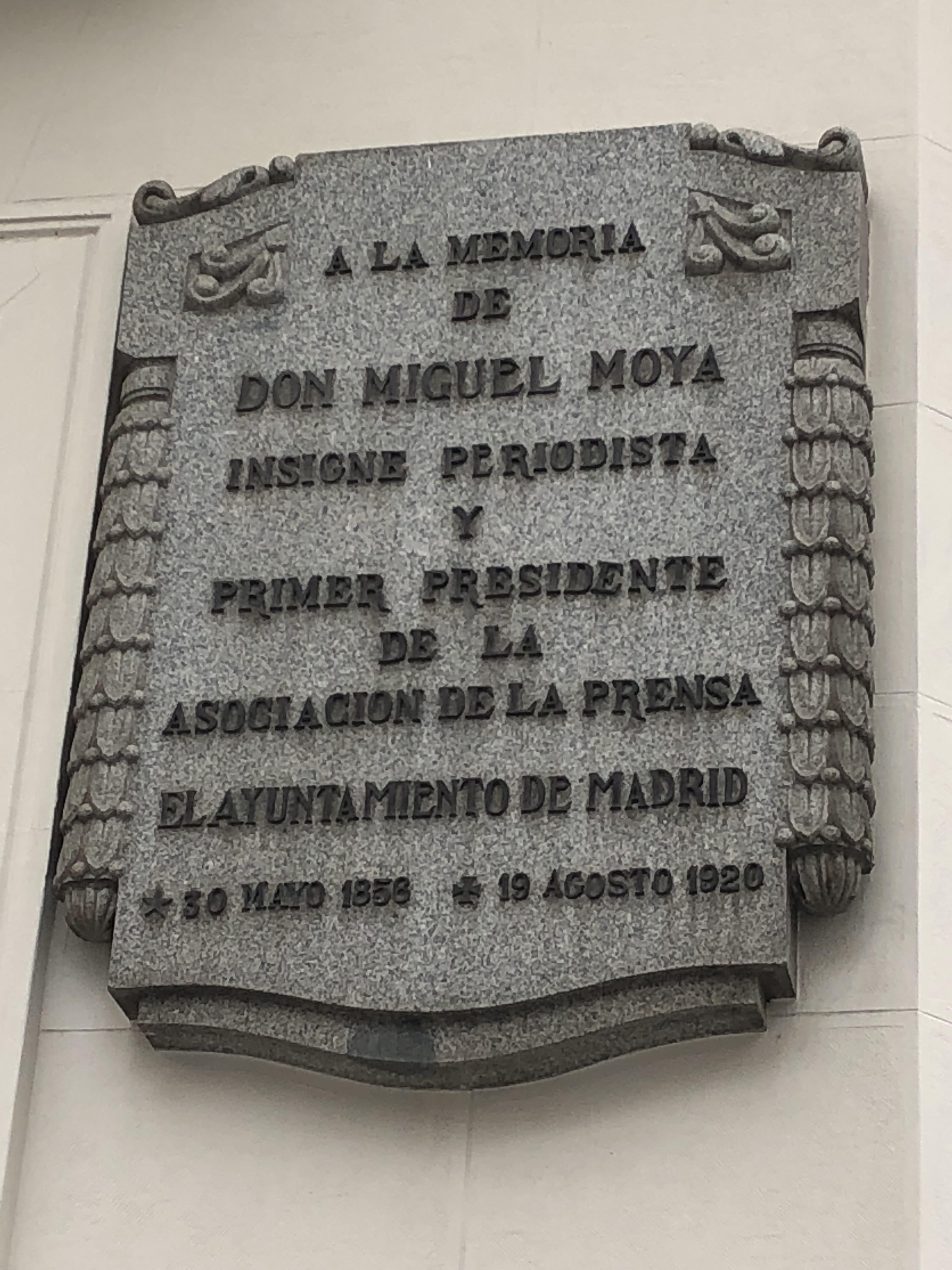
Placa honorífica dedicada a Miguel Moya al barri de Salamanca de Madrid.

Va ocupar la presidència de la Societat Editorial d'Espanya el 1906, que agrupava El Liberal, El Imparcial i l'Heraldo de Madrid. La Societat Editorial d'Espanya, també coneguda com «el Trust», va ser un important instrument de defensa de la premsa i dels periòdics agrupats.
Al pla polític, després de ser diverses vegades diputat a circumscripcions de Cuba, Puerto Rico i el districte de Fraga —en aquest últim a les eleccions de 1901, 1903 i 1905—, «va heretar» el 1907 el districte d'Osca deixat pel cacic local Manuel Camo Nogués quan aquest va optar a una plaça al Senat Va revalidar aquest escó a les eleccions de 1910, 1914, 1916, 1918 i 1919.
Va ser el fundador i el primer president de l'Associació de la Premsa de Madrid, va càrrec que va ocupar des de 1895 fins a 1920. A la seva labor periodística s'uneix la de polític amb representació parlamentària al Congrés i Senat durant més de vint anys.
Va ser acadèmic de la Reial Acadèmia de Jurisprudència i Legislació i vicepresident de la Secció de Dret Polític d'aquesta institució. Casat amb Belén Gastón de Iriarte y Díaz de Arcaya, era sogre de Gregorio Marañón per matrimoni de la seva filla Dolores. Va morir el 19 d'agost de 1920 a Sant Sebastià.